# محاصره سمورنا
محاصرهٔ سمورنا (دسامبر ۱۴۰۲ میلادی) نبردی است که بین شوالیه‌های هوسپیتالر که بندرگاه و قلعهٔ دریایی سمورنا (ازمیر فعلی) در غرب آناتولی حضور داشتند و نیروی‌های ترک-مغول تیمور در گرفت. نیروهای تیمور بندرگاه را محاصره و به استحکامات نظامی با ابزارهای محاصره پرتاب-سنگ حمله کردند و ۲۰۰ شوالیه با تیر و گلوله‌های آتش‌زا از خود دفاع می‌کردند. پس از دو هفته مقاومت سنگین در برابر یک دشمن بسیار برتر، دیوار خارجی با حفر تونل تخریب و شکسته شد. برخی از نیروها موفق شدند از طریق دریا فرار کنند اما ساکنان و خود شهر نابود شدند.
منبع اصلی این محاصره تاریخ‌دان‌های ایرانی، شرف‌الدین علی یزدی و میرخواند و تاریخ‌دان عرب شهاب‌الدین بن عربشاه است که در دربار جانشینان تیمور تاریخ‌نگاری می‌کردند.